# فهرست کشورها بر پایه صادرات تلفن
در زیر فهرستی از کشورها بر پایه صادرات تلفن آمده‌است. این داده‌ها در سال ۲۰۱۲ بر مبنای میلیون دلار آمریکا مرتب شده‌است که از سوی رصدخانه پیچیدگی اقتصادی منتشر شده‌است.
در زیر ۲۰ کشور برتر فهرست شده‌اند.
| ردیف | کشور                | مقدار  |
| ---- | ------------------- | ------ |
| ۱    | چین                 | ۹۱٬۷۵۹ |
| ۲    | ایالات متحده آمریکا | ۱۳٬۴۷۹ |
| ۳    | تایوان              | ۱۰٬۶۲۳ |
| ۴    | کرهٔ جنوبی           | ۱۰٬۴۱۷ |
| ۵    | مکزیک               | ۱۰٬۱۰۵ |
| ۶    | مالزی               | ۸٬۱۴۶  |
| ۷    | هلند                | ۶٬۸۵۹  |
| ۸    | هنگ کنگ             | ۶٬۶۳۲  |
| ۹    | سوئد                | ۶٬۱۸۳  |
| ۱۰   | آلمان               | ۶٬۰۳۴  |
| ۱۱   | ژاپن                | ۴٬۹۸۷  |
| ۱۲   | بریتانیا            | ۳٬۷۴۰  |
| ۱۳   | فرانسه              | ۳٬۵۱۹  |
| ۱۴   | سنگاپور             | ۳٬۳۲۷  |
| ۱۵   | تایلند              | ۲٬۷۰۷  |
| ۱۶   | چک                  | ۲٬۳۳۹  |
| ۱۷   | استونی              | ۱٬۹۸۰  |
| ۱۸   | ویتنام              | ۱٬۴۹۸  |
| ۱۹   | لهستان              | ۱٬۴۳۰  |
| ۲۰   | مجارستان            | ۱٬۴۰۳  |